# دانشگاه دولتی سوخومی
دانشگاه دولتی سوخومی یک دانشگاه دولتی است که در شهر تفلیس، گرجستان واقع شده است. آدرس این دانشگاه خیابان ۶۱ پولیتکوفسکایا، ۰۱۸۶، تفلیس است.

## تاریخچه
مؤسسه آموزشی در ابتدا، در روز ۵ فوریه ۱۹۳۲ در سوخومی تأسیس شد. در سال ۱۹۷۹، مؤسسه آموزشی سوخومی خود را با عنوان دانشگاه آبخازی دوباره برقرار ساخت. در روز ۱۴ مه ۱۹۸۹، بخش گرجی دانشگاه ایالتی ابخازیان، شعبه سوخومی دانشگاه دولتی تفلیس گردید. از سال ۱۹۹۳ (بعد از جنگ در آبخازی طی سال‌های ۱۹۹۲–۱۹۹۳)، شعبه سوخومی دانشگاه دولتی تفلیس در شهر تفلیس مستقر شد. در سال ۲۰۰۷، این شعبه به دانشگاه دولتی سوخومی تغییر نام داد.

## رشته‌های تحصیلی
- علوم طبیعی و بهداشت و درمان
- علوم انسانی
- اقتصاد و تجارت
- علوم کامپیوتر و ریاضی
- دانشکده حقوق
- تعلیم و تربیت
- علوم اجتماعی و سیاسی